# 芳即正
芳 即正（かんばし のりまさ、1915年10月26日 - 2012年1月13日）は、日本の歴史学者。鹿児島県立図書館館長、鹿児島県立短期大学教授、鹿児島純心女子短期大学教授、尚古集成館館長等を歴任した。

## 生涯
鹿児島県鹿児島市生まれ、本籍大分県宇佐市（父が明治末～大正初期頃に鹿児島県に移住）。小学校から旧制中学1年まで大分県日田市の祖父母に預けられて育つ。旧制大分県立日田中学校（現大分県立日田高等学校）入学。2年生のときに鹿児島へ戻ることになり、当時新たに開校する私立の旧制鹿児島中学校（現鹿児島高等学校）が第2学年の募集もしていたため編入学。鹿児島中学校から進学して、1935年旧制第七高等学校造士館文科卒業。1938年、東京帝国大学文学部国史学科を卒業し、旧制鹿児島県立第二鹿児島中学校（鹿児島二中、現鹿児島県立甲南高等学校）教諭となる。大学卒業の直前に父が急死したため当初の就職予定先を断念して進路が白紙となったところ、卒論指導教官の中村孝也から鹿児島二中の教員に推薦された。鹿児島二中教員の間に二度徴兵され、戦後復員したときには鹿児島の家もなくなったため、妻の出身地の鹿児島県伊佐郡（現伊佐市）へ移ることにし、1946年から旧制鹿児島県立大口中学校（現鹿児島県立大口高等学校）教諭を務める。1950年ラ・サール高等学校教諭、1953年鹿児島市教育委員会指導主事、1966年鹿児島女子高等学校校長、1972年鹿児島玉龍高等学校校長。鹿児島市立の高等学校校長と兼任で鹿児島大学講師を務める。1974年には鹿児島県立図書館館長に就任し、1977年から鹿児島県立短期大学教授、1982年から鹿児島純心女子短期大学教授、1993年から尚古集成館館長を務めた。また、鹿児島県維新史料編さん所所長も務めた。
1987年鹿児島県民表彰、1988年南日本出版文化賞、同年勲四等瑞宝章を受ける。2012年1月13日、肺炎のため死去。

## 著書
- 『薩摩の模合と質屋 南日本庶民金融史』大和学芸図書 1980
- 『島津重豪』吉川弘文館〈人物叢書〉 1980
- 『薩摩人とヨーロッパ』著作社〈鹿児島の歴史シリーズ〉 1982
- 『調所広郷』吉川弘文館〈人物叢書〉 1987
- 『かごしま・くるわ物語 裏街道おんなの歴史』丸山学芸図書 1989
  - 改題『かごしま女性解放史 くるわ物語』高城書房 2004
- 『島津斉彬』吉川弘文館〈人物叢書〉 1993
- 『日本を変えた薩摩人 鹿児島と明治維新』春苑堂出版〈かごしま文庫〉 1995
- 『坂本龍馬と薩長同盟 龍馬周旋は作り話か… 新説・通説異論あり』高城書房 1998
- 『島津久光と明治維新 久光はなぜ、討幕を決意したか』新人物往来社 2002
- 『天を敬い人を愛す 西郷南洲・人と友』高城書房 2003
- 『芋侍奔る』高城書房 2005
- 『鹿児島史話』高城書房 2006
- 『権力に抗った薩摩人 薩摩藩政時代の真宗弾圧とかくれ念佛』南方新社〈南方ブックレット〉 2009

### 共編著・監修
- 『写真集明治大正昭和鹿児島 ふるさとの想い出100』編 国書刊行会 1980
- 『鹿児島県民の百年 明治から昭和へ』編 著作社〈鹿児島の歴史シリーズ〉 1987
- 『大西郷謎の顔』編著 著作社 1989
- 『図説/西郷隆盛と大久保利通』毛利敏彦共編著 河出書房新社 1990
- 『人づくり風土記 江戸時代 46　ふるさとの人と知恵・鹿児島』鹿児島版監修 農山漁村文化協会 1999
- 『薩摩の七傑』監修 高城書房 2000
- 『目で見る鹿児島市の100年』監修 郷土出版社 2005
- 『天璋院篤姫のすべて』編 新人物往来社 2007
- 『権力に抗った薩摩人 2（鹿児島県新聞史、明治初期・鹿児島県政党史、鹿児島県農民運動史）』松永明敏共著 南方新社〈南方ブックレッ〉 2010